# Sc Heerenveen in het seizoen 2010/11 (mannen)
Deze pagina geeft diverse statistieken van voetbalclub sc Heerenveen van het seizoen 2010/2011. Heerenveen speelt dit seizoen in de Eredivisie en doet mee in de strijd om de KNVB beker. Na tegenvallende resultaten van vorig jaar speelt de club dit seizoen niet in de UEFA Europa League. De ploeg wordt dit jaar gecoacht door Ron Jans, hij was afgelopen seizoen trainer van FC Groningen.
De voorzittersstructuur die Heerenveen hanteerde na het vertrek van Riemer van der Velde heeft geen stand kunnen houden. De raad van commissarissen wilde een algemeen directeur aanwijzen. Dit tot ongenoegen van Yme Kuiper en Henk Hoekstra. Zij legden hierom hun functie neer. De nieuwe Algemeen Directeur van Heerenveen is voormalig Stenden Hogeschool directeur Robert Veenstra.
Er is een samenwerkingsverband met FC Emmen, waardoor enkele jeugdspelers zullen worden verhuurd aan deze club. Leuk detail is dat deze twee clubs elkaar hebben geloot voor de derde ronde in de KNVB beker.

## Doelstellingen seizoen 2010/2011

### Doelstellingen
De club heeft voor het seizoen 2010/11 de volgende doelen gesteld
| Competitie | Beoogde resultaat                                                                                              | Halverwege seizoen | Behaalde resultaat               |
| ---------- | --- | ------------------ | -------------------------------- |
| KNVB beker | Geen doelstelling geformuleerd                                                                                 | Uitgeschakeld      | Uitgeschakeld in de vierde ronde |
| Eredivisie | Eindigen in de top 5 en plaatsing voor de Europa League 2011/12 aangepaste doelstelling: eindigen bij de top 7 | 9e plaats          |                                  |

## Wedstrijden

### Oefenwedstrijden
| Plaats            | Datum    | Thuis                 | Uitslag | Uit           | Doelpuntenmakers (Heerenveen)                                                                                 |
| ----------------- | -------- | --------------------- | ------- | ------------- | --- |
| Koudum            | 30-06-10 | Gaasterland/Sleat     | 0 - 7   | sc Heerenveen | Beerens 2×, Elm 2×, Papadopoulos, Breuer en Fazli                                                             |
| Sneek             | 03-07-10 | Sneek zwart wit       | 0 - 7   | sc Heerenveen | Väyrynen 2×, Narsingh 2×, Fazli, Papadopoulos en Đuričić                                                      |
| Heerenveen        | 07-07-10 | vv Heerenveen         | 0 - 27  | sc Heerenveen | Beerens 6×, Roorda 5 x, Elyounoussi 4×, Fazli 3×, Đuričić 3×, Elm 2×, Väyrynen, Breuer, Grindheim en Haglund  |
| Heeten            | 10-07-10 | Go Ahead Eagles       | 2 - 2   | sc Heerenveen | Beerens en Đuričić                                                                                            |
| Terschelling      | 14-07-10 | Selectie Terschelling | 0 - 16  | sc Heerenveen | Beerens 3×,Assaidi 3×, Roorda 2×, Đuričić, Đurić, Breuer, Papadopulos, El-Akchaoui, Bak Nielsen, Fazli en Elm |
| Nieuwleusen       | 17-07-10 | FC Zwolle             | 0 - 2   | sc Heerenveen | Beerens 2× |
| Buitenpost        | 21-07-10 | Istbanbul BB          | 1 - 1   | sc Heerenveen | Assaidi |
| Buitenpost        | 24-07-10 | AS Eupen              | 1 - 2   | sc Heerenveen | Grindheim en Papadopoulos                                                                                     |
| Heerenveen        | 30-07-10 | sc Heerenveen         | 4 - 0   | Real Mallorca | Đuričić 2×, Beerens en Assaidi                                                                                |
| Albufeira         | 08-01-11 | AFC                   | 0 - 3   | sc Heerenveen | Đuričić (2x) en Dost                                                                                          |
| Paços de Ferreira | 11-01-11 | sc Heerenveen         | 2 - 1   | FC Utrecht    | Đuričić en Beerens                                                                                            |
| Heerenveen        | 16-01-11 | sc Heerenveen         | 1 - 2   | SBV Excelsior | Assaidi |

### Eredivisie
| Datum    | Thuis         | Uitslag | Uit             | Doelpuntenmakers (Heerenveen)                                  | kaarten (Heerenveen)                              |
| -------- | ------------- | ------- | --------------- | -------------------------------------------------------------- | ------------------------------------------------- |
| 7-08-10  | sc Heerenveen | 1 - 3   | PSV             | 63' Kopic                                                      | 78' Janmaat                                       |
| 14-08-10 | FC Twente     | 0 - 0   | sc Heerenveen   | -                                                              | 31' Assaidi 59' Kopic 61' Väyrynen                |
| 21-08-10 | sc Heerenveen | 3 - 1   | NAC Breda       | 26', 77' Dost 60' (e.d.) Luyckx                                |                                                   |
| 28-08-10 | N.E.C.        | 2 - 2   | sc Heerenveen   | 52' Grindheim 86' Beerens                                      | 47' Janmaat                                       |
| 11-09-10 | sc Heerenveen | 2 - 1   | Vitesse         | 88' Beerens 90+3' Assaidi                                      | 74' Đuričić                                       |
| 17-09-10 | De Graafschap | 3 - 2   | sc Heerenveen   | 23' Grindheim 54' Assaidi                                      |                                                   |
| 25-09-10 | sc Heerenveen | 2 - 2   | Roda JC         | 15', 35' Dost                                                  | 13' Breuer                                        |
| 3-10-10  | sc Heerenveen | 0 - 0   | ADO Den Haag    |                                                                | 86' Jong-a-Pin                                    |
| 17-10-10 | FC Groningen  | 1 - 0   | sc Heerenveen   |                                                                |                                                   |
| 23-10-10 | sc Heerenveen | 2 - 0   | VVV-Venlo       | 50' Dost 52' Väyrynen                                          |                                                   |
| 27-10-10 | Ajax          | 3 - 1   | sc Heerenveen   | 24' Dost                                                       | 25' Väyrynen 34' Koning                           |
| 30-10-10 | Excelsior     | 0 - 2   | sc Heerenveen   | 75' Dost 88' Assaidi                                           | 90+3' Kruiswijk                                   |
| 06-11-10 | sc Heerenveen | 3 - 2   | Heracles Almelo | 26' Breuer 40' (pen.) Beerens 90+3' (e.d.) Maertens            | 69' Jong-a-Pin                                    |
| 14-11-10 | Feyenoord     | 2 - 2   | sc Heerenveen   | 53'Väyrynen 75' Elm                                            | 36' Koning 90+2' Švec                             |
| 21-11-10 | sc Heerenveen | 5 - 0   | Willem II       | 19' Väyrynen 40', 81' Breuer 57', 61' (pen.) Beerens           |                                                   |
| 27-11-10 | AZ            | 2 - 2   | sc Heerenveen   | 53'Väyrynen 81' Janmaat                                        | 51' Kruiswijk 88' Väyrynen                        |
| 5-12-10  | FC Utrecht    | 2 - 1   | sc Heerenveen   | 24' (pen.) Beerens                                             | 45' Väyrynen 49' Assaidi 55' Kruiswijk 90' Breuer |
| 12-12-10 | sc Heerenveen | 6 - 2   | FC Twente       | 20', 38', 87' Assaidi 63' Elm 74' Narsingh 89' (pen.) Väyrynen | 58' Väyrynen 68' Koning                           |
| 18-12-10 | sc Heerenveen | 4 - 0   | De Graafschap   | 11' Elm 34' Đuričić 44', 66' Narsingh                          | 58' Väyrynen 68' Koning                           |
| 21-1-11  | ADO Den Haag  | 3 - 1   | sc Heerenveen   | 76'Dost                                                        | 61' Assaidi                                       |
| 30-1-11  | sc Heerenveen | 1 - 4   | FC Groningen    | 68' Đuričić                                                    | 60' Väyrynen 75' Grindheim 85' Arnold Kruiswijk   |
| 5-2-11   | sc Heerenveen | 0 - 0   | N.E.C.          |                                                                | 34' Jong-a-Pin                                    |
| 13-2-11  | NAC Breda     | 0 - 2   | sc Heerenveen   | 60'Narsingh 82'Assaidi                                         | 20' Väyrynen 46' Jong-a-Pin                       |
| 19-2-11  | sc Heerenveen | 0 - 2   | AZ              |                                                                | 1' Đurić 66' Kopic                                |
| 26-2-11  | Willem II     | 4 - 3   | sc Heerenveen   | 6'Janmaat 25'Dost 74' (e.d.) Maceo Rigters                     |                                                   |
| 6-3-11   | sc Heerenveen | 0 - 1   | Feyenoord       |                                                                | 8' Assaidi 22' Väyrynen 80' Đuričić               |
| 12-3-11  | Vitesse       | 1 - 1   | sc Heerenveen   | 87'Janmaat                                                     | 27' Grindheim 56' Breuer 65' Jong-a-Pin           |
| 19-3-11  | Heracles      | 4 - 2   | sc Heerenveen   | 35'Väyrynen 67'Haglund                                         | 14' Svec 58' Breuer 87' Kruiswijk                 |
| 2-04-11  | sc Heerenveen | 2 - 3   | Excelsior       | 2' Breuer 31' Dost                                             | 7' Janmaat 87' Gouweleeuw 85' Grindheim           |
| 10-04-11 | PSV           | 2 - 2   | sc Heerenveen   | 70'Assaidi 73'Dost                                             |                                                   |
| 15-04-11 | sc Heerenveen | 3 - 0   | FC Utrecht      | 19' Assaidi 29' Narsingh 77' Dost                              | 52' Haglund                                       |
| 23-04-11 | VVV-Venlo     | 2 - 2   | sc Heerenveen   | 45'Väyrynen 90'Dost                                            | 28' Assaidi 55' Janmaat 68' Elm                   |
| 1-05-11  | sc Heerenveen | 3 - 0   | Ajax            | 19' Väyrynen                                                   | 22' Väyrynen 66' Haglund                          |
| 14-05-11 | Roda JC       | 0 - 0   | sc Heerenveen   |                                                                | -                                                 |

| nr. | Naam              | Goals |
| --- | ----------------- | ----- |
| 1   | Dost              | 13    |
| 2   | Assaidi Väyrynen  | 9     |
| 4   | Beerens           | 6     |
| 5   | Narsingh          | 5     |
| 6   | Breuer            | 4     |
| 7   | Janmaat Elm       | 3     |
| 9   | Grindheim Đuričić | 2     |
| 11  | Kopic Haglund     | 1     |
|     | eigen doelpunten  | 2     |
|     | Totaal            | 60    |

| nr. | naam                                | assists |
| --- | ----------------------------------- | ------- |
| 1   | Assaidi                             | 11      |
| 2   | Grindheim Narsingh                  | 8       |
| 3   | Beerens                             | 5       |
| 4   | Elm                                 | 3       |
| 5   | Koning El-Akchaoui Väyrynen Đuričić | 2       |
| 9   | Dost                                | 1       |
|     | Totaal                              | 44      |

| nr. | naam                                 | kaarten |
| --- | ------------------------------------ | ------- |
| 1   | Väyrynen                             | 9       |
| 2   | Jong-a-Pin Assaidi                   | 5       |
| 4   | Kruiswijk Breuer Janmaat             | 4       |
| 7   | Koning                               | 3       |
| 8   | Švec Kopic Đuričić Grindheim Haglund | 2       |
| 13  | Đurić Gouweleeuw Elm                 | 1       |
|     | Totaal                               | 47      |

| nr. | naam                | kaarten |
| --- | ------------------- | ------- |
| 1   | Kruiswijk Grindheim | 1       |
|     | Totaal              | 2       |

### KNVB beker
Aan de eerste twee speelrondes van de KNVB beker doen enkel amateursclubs mee. Derhalve begint het bekertoernooi voor sc Heerenveen in de derde ronde.
| Plaats     | Datum    | Thuis         | Uitslag | Uit           | Doelpuntenmakers (Heerenveen) | kaarten (Heerenveen)  |
| ---------- | -------- | ------------- | ------- | ------------- | ----------------------------- | --------------------- |
| Emmen      | 21-09-10 | FC Emmen      | 1 - 3   | sc Heerenveen | 69' Elm 82' Dost 85' Väyrynen | Janmaat Väyrynen Svec |
| Heerenveen | 09-11-10 | sc Heerenveen | 0- 2    | NAC Breda     |                               |                       |

| nr. | naam              | Goals |
| --- | ----------------- | ----- |
| 1   | Dost Elm Väyrynen | 1     |

| nr. | naam     | assists |
| --- | -------- | ------- |
| 1   | Narsingh | 2       |

| nr. | naam                  | kaarten |
| --- | --------------------- | ------- |
| 1   | Janmaat Väyrynen Svec | 1       |

## Transfers
Voor recente transfers bekijk: Lijst van Eredivisie transfers zomer 2010/11

### Aangetrokken
| Speler               | Vorige club     | Contract tot | Bijzonderheden          |
| -------------------- | --------------- | ------------ | ----------------------- |
| Bas Dost             | Heracles Almelo | 2015         |                         |
| Arnold Kruiswijk     | Roda JC         | 2014         |                         |
| Calvin Jong-a-Pin    | Vitesse         |              | Keert terug van verhuur |
| Ingólfur Sigurðsson  | KR Reykjavik    | 2012         |                         |
| Youssef El-Akchaoui  | N.E.C.          | 2013         |                         |
| René Oosterhof       | FC Zwolle       | 2013         |                         |
| Björn Jónsson        | FC Emmen        |              | Keert terug van verhuur |
| Tarik Elyounoussi    | Lillestrøm SK   |              | Keert terug van verhuur |
| Kevin Stuhr-Ellegaad | Randers FC      | 2011         |                         |
| Milan Kopic          | Sparta Praag    |              | Keert terug van verhuur |

### Vertrokken
| Speler               | Nieuwe club       | bijzonderheden            |
| -------------------- | ----------------- | ------------------------- |
| Michael Dingsdag     | FC Sion           | contract niet verlengd    |
| Gerald Sibon         | Melbourne Heart   | contract niet verlengd    |
| Hernan Losada        | Anderlecht        | was gehuurd               |
| Henk Timmer          |                   | contact niet verlengd     |
| Arnór Smárason       | Esbjerg fB        |                           |
| Martin Lejsal        | FC Zbrojovka Brno | einde huurperiode         |
| Paulo Henrique       | SE Palmeiras      | contract ontbonden        |
| Goran Popov          | Dinamo Kiev       |                           |
| Michel Poldervaart   | FC Emmen          | was al verhuurd aan emmen |
| Cecilio Lopes        | FC Dordrecht      | was verhuurd              |
| Sofian Akouili       | ?                 | was verhuurd              |
| Arjen Bergsma        | Harkemase Boys    | amateur club              |
| Agil Etemadi         | BV Veendam        | was verhuurd              |
| Hassan Bai Kamara    | ?                 | was verhuurd              |
| Henrico Drost        | RKC Waalwijk      | was verhuurd              |
| Paweł Wojciechowski  | Willem II         |                           |
| Xander Houtkoop      | Heracles Almelo   | was verhuurd              |
| Kristian Bak Nielsen | FC Midtjylland    |                           |
| Pedro Beda           | Corinthians       | contract ontbonden        |
| Lázaro               | ?                 | contract ontbonden        |

| Speler              | Nieuwe club              | bijzonderheden     |
| ------------------- | ------------------------ | ------------------ |
| Tarik Elyounoussi   | Fredrikstad FK           |                    |
| Björn Jónsson       | ?                        | contract ontbonden |
| Michal Papadopulos  | FK Zjemtsjoezjina Sotsji |                    |
| Ingólfur Sigurðsson | ?                        | contract ontbonden |

### Verhuur
| Speler          | Nieuwe club |
| --------------- | ----------- |
| Johnny de Vries | FC Emmen    |
| Richard Stolte  | FC Emmen    |
| Bart de Groot   | FC Emmen    |
| Harm Zeinstra   | FC Emmen    |
| Pelé van Anholt | FC Emmen    |
| Jurjan Wouda    | FC Emmen    |
| Enzo Huntink    | FC Emmen    |

| Speler              | Nieuwe club | bijzonderheden                   |
| ------------------- | ----------- | -------------------------------- |
| Diederik Bangma     | FC Emmen    |                                  |
| Radovan Mitrovic    | FC Emmen    | Contract verloopt na dit seizoen |
| Youssef El Akchaoui | VVV-Venlo   |                                  |
| Geert Arend Roorda  | Excelsior   |                                  |

## Prijs
- ING Fair Play-prijs Eredivisie